# Pataya

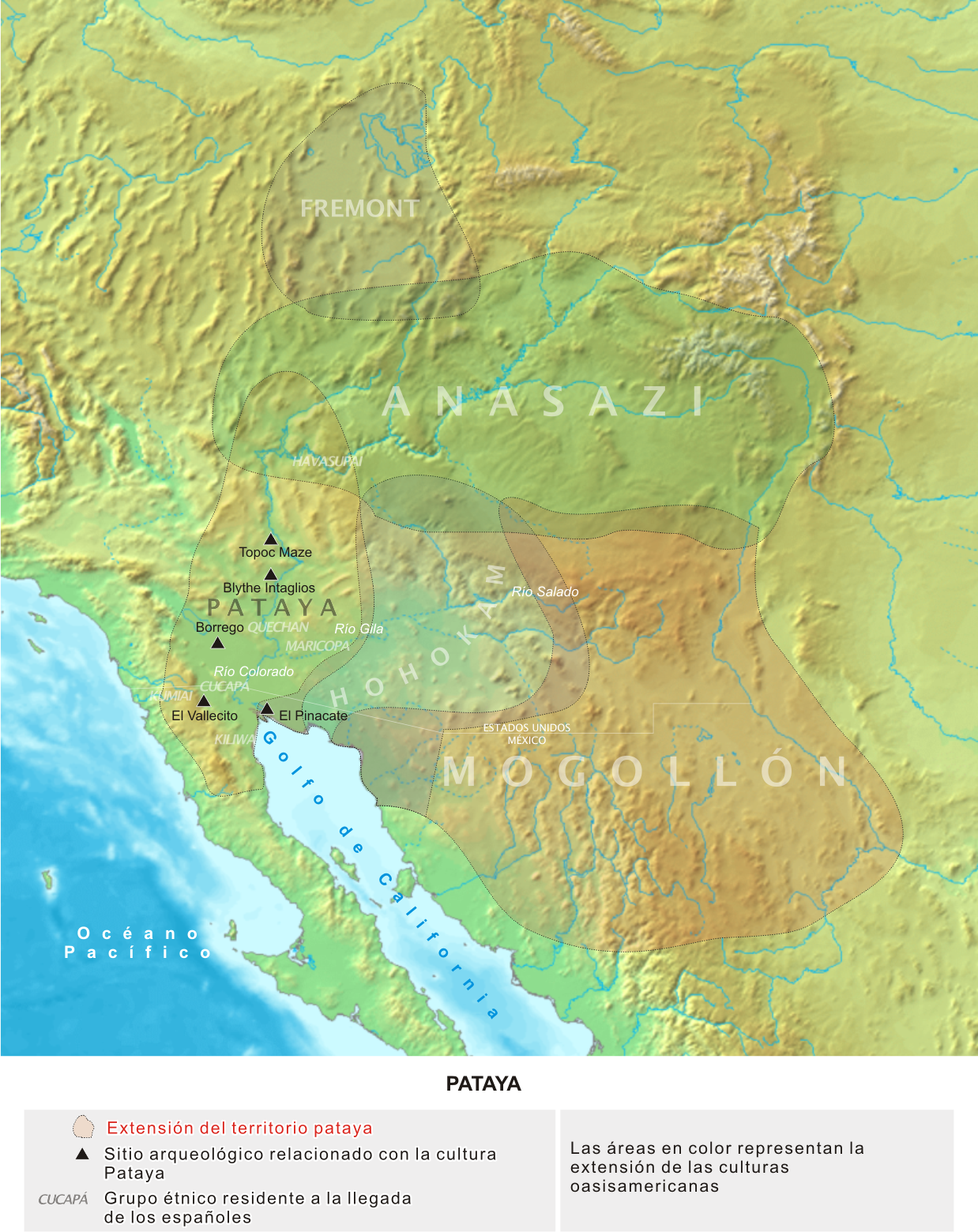
localització de la cultura pataya.

Pataya és un terme utilitzat per arqueòlegs per descriure cultures indígenes prehistòriques i històriques que habitaven parts del que ara és l'estat d'Arizona, fins al llac Cahuilla a Califòrnia en l'oest, i a la Baixa Califòrnia, entre els anys 700-1550. Aquest territori incloïa zones a la riba del riu Gila, el riu Colorado i en la part inferior de la barri del riu Colorado, les properes terres altes i al nord fins a les proximitats del Gran Canyó.

## Veïns culturals
De vegades es coneix a la cultura pataya com la Cultura hakataya. Els seus veïns culturals més propers eren els Hohokam en la part central i oriental d'Arizona. Els pobles yuma històrics d'aquesta regió eren hàbils guerrers i comerciants actius que mantenien xarxes d'intercanvi de mercaderies amb els pimes alts del sud d'Arizona i amb els pobles de la costa pacífica de Califòrnia.

## Arqueologia
El nom "Pataya" ve del quechan i vol dir "poble antic." No obstant això, s'ha proposat termes alternatius per referir-se al grup cultural, ja que el registre arqueològic dels pataya és poc conegut. L'arqueòleg Malcolm Rogers va ser el primer a identificar els Pataya, publicant una definició i cronologia del grup cultural en 1945. Els seus registres agrimensurals van identificar a centenars de jaciments arqueològics en el desert. El dur ambient limita la quantitat de treball del camp arqueològic en curs a l'àrea i no hi ha moltes restes per trobar. Sembla que la majoria dels pataya eren altament mòbils i que no van construir estructures molt grans ni van acumular un gran nombre de possessions. A més, és possible que alguns llocs pataya van ser destruïts per inundacions a les valls fluvials on alguns d'ells conreaven collites.
Restes arqueològiques significants de les cultures pataya apareixen al voltant de l'any 875 i moltes característiques culturals romanien fins als temps històrics. És possible que la cultura pataya va sorgir originalment a les ribes del riu Colorado, estenent-se des de l'àrea prop de l'actual ciutat de Kingman, cap al nord-est fins al Gran Canó. Sembla que aquest poble practicava l'agricultura en terres d'al·luvió, conclusió basada en el descobriment de mans i metates usats per processar blat de moro en aquestes zones. S'han trobat punts de pedra i altres eines per a la caça i per a la preparació de pells, la qual cosa suggereix una economia basada tant en l'agricultura com en la caça i recol·lecció.
Els primers llocs pataya contenen cases-pou (cabanyes subterrànies) poc profundes o cases llargues en la superfície, que consisteixen en una sèrie d'habitacions organitzats en forma lineal. Aquestes cases tenien una habitació-pou a l'extrem oriental, potser per a l'emmagatzematge o activitats cerimonials. Els llocs més recents eren menys ben definits i mostren grups solts de cases de tipus variats.

## Cultura i art
Els pataya feien canastres i olles. Aparentment la ceràmica no es va adoptar fins a 700. La ceràmica pataya consisteix primàriament de ceràmica senzilla, assemblada visualment a la ceràmica 'Alma Plain' de la cultura mogollon. No obstant això, aquestes olles els van fer amb el mateix mètode que usaven els hohokam. Això suggereix que els primers habitants d'aquest territori van ser influïts pels hohokam. La ceràmica pataya de les terres baixes està feta d'argiles fluvials fines de color de davant, mentre que la ceràmica pataya de les terres altes és més gruixuda i de color cafè. Sembla que la ceràmica pintada va ser fortament influït per les cultures veïnes.